# Маље Хиндице
Маље Хиндице (слч. Malé Chyndice) насељено је мјесто са административним статусом сеоске општине (слч. obec) у округу Њитра, у Њитранском крају, Словачка Република.

## Становништво
| Година:    | 1994. | 2004.   | 2014.   | 2024.   |
| ---------- | ----- | ------- | ------- | ------- |
| Број људи: | 401   | 392     | 391     | 389     |
| Разлика:   |       | -2,24 % | -0,25 % | -0,51 % |

| Година:    | 2023. | 2024.   |
| ---------- | ----- | ------- |
| Број људи: | 378   | 389     |
| Разлика:   |       | +2,91 % |

Према подацима о броју становника из 2011. године насеље је имало 381 становника.